# Rumex bucephalophorus
Rumex bucephalophorus é uma espécie de planta com flor pertencente à família Polygonaceae. 
A autoridade científica da espécie é L., tendo sido publicada em Species Plantarum 1: 336. 1753.

## Portugal
Trata-se de uma espécie presente no território português, nomeadamente os seguintes táxones infraespecíficos:
- Rumex bucephalophorus subsp. canariensis - presente no Arquipélago dos Açores e no Arquipélago da Madeira. Em termos de naturalidade é endémica da região Macaronésia. Não se encontra protegida por legislação portuguesa ou da Comunidade Europeia.
- Rumex bucephalophorus subsp. fruticescens - presente no Arquipélago da Madeira. Em termos de naturalidade é endémica da região Macaronésia. Não se encontra protegida por legislação portuguesa ou da Comunidade Europeia.
- Rumex bucephalophorus subsp. gallicus - presente em Portugal Continental e no Arquipélago dos Açores. Em termos de naturalidade é nativa das duas regiões atrás referidas. Não se encontra protegida por legislação portuguesa ou da Comunidade Europeia.
- Rumex bucephalophorus subsp. hispanicus - presente em Portugal Continental. Em termos de naturalidade é endémica da Península Ibérica. Não se encontra protegida por legislação portuguesa ou da Comunidade Europeia.